# Максимилијан фон Вајхс
Барон Максимилијан Марија Јозеф Карл Габријел Ламорал фон Вајхс цу Глон (Десау, 12. новембар 1881 — Борнхајм, 27. септембар 1954) је био немачки генерал-фелдмаршал.
У Другом светском рату је био немачки заповедник Југоистока, односно окупираног Балкана, задужен за борбу против југословенских, грчких и албанских партизана.
Постављен је за команданта Југоистока, односно команданта Групе армија Ф у августу 1943. године. Под његовом командом налазиле су се две оперативне формације:
- 2. оклопна армија која је оперисала на подручју Југославије (без Словеније) и северне Албаније, јачине око 300.000 људи
- Група армија Е, распоређена у Грчкој и јужној Албанији, јачине око 300.000 људи

До његовог именовања дошло је у склопу реорганизација немачких снага на Балкану услед капитулације Италије и напредовања савезника у јужној Италији.
После рата оптужен је за ратне злочине на Талачком суђењу, али је пуштен из здравствених разлога.